# Fordson Thames E83W
De Fordson Thames E83W, ook bekend als Ford Thames E83W en Thames E83W is een serie lichte bedrijfswagens van de Amerikaanse autobouwer Ford die van 1938 tot 1957 geproduceerd werd in de Engelse fabriek in Dagenham.
De E83W was gericht op kleine ondernemingen en zelfstandigen en werd aangeboden als bestelwagen, pick-up en stationwagen. De bestelwagen werd in Australië verkocht als de Ford Ten-Ten.
Tijdens en na de Tweede Wereldoorlog werden veel speciale voertuigen op het E83W-chassis gebouwd, zoals mobiele kantines, ijscowagens en brandweerwagens.
De E83W werd aangedreven door een 10 pk sterke 1.172 cc vier-in-lijn benzinemotor met zijkleppen, gekoppeld aan een handgeschakelde drieversnellingsbak die het motorvermogen overbracht naar de achteras. Door de lage overbrengingsverhouding van de versnellingsbak bereikte de E83W een topsnelheid van amper  64 km/u.